# Kamp (Wehnde)
Die Wüstung Kamp oder Campe befindet sich in der Gemarkung der Gemeinde Wehnde im Landkreis Eichsfeld in Thüringen.

## Lage

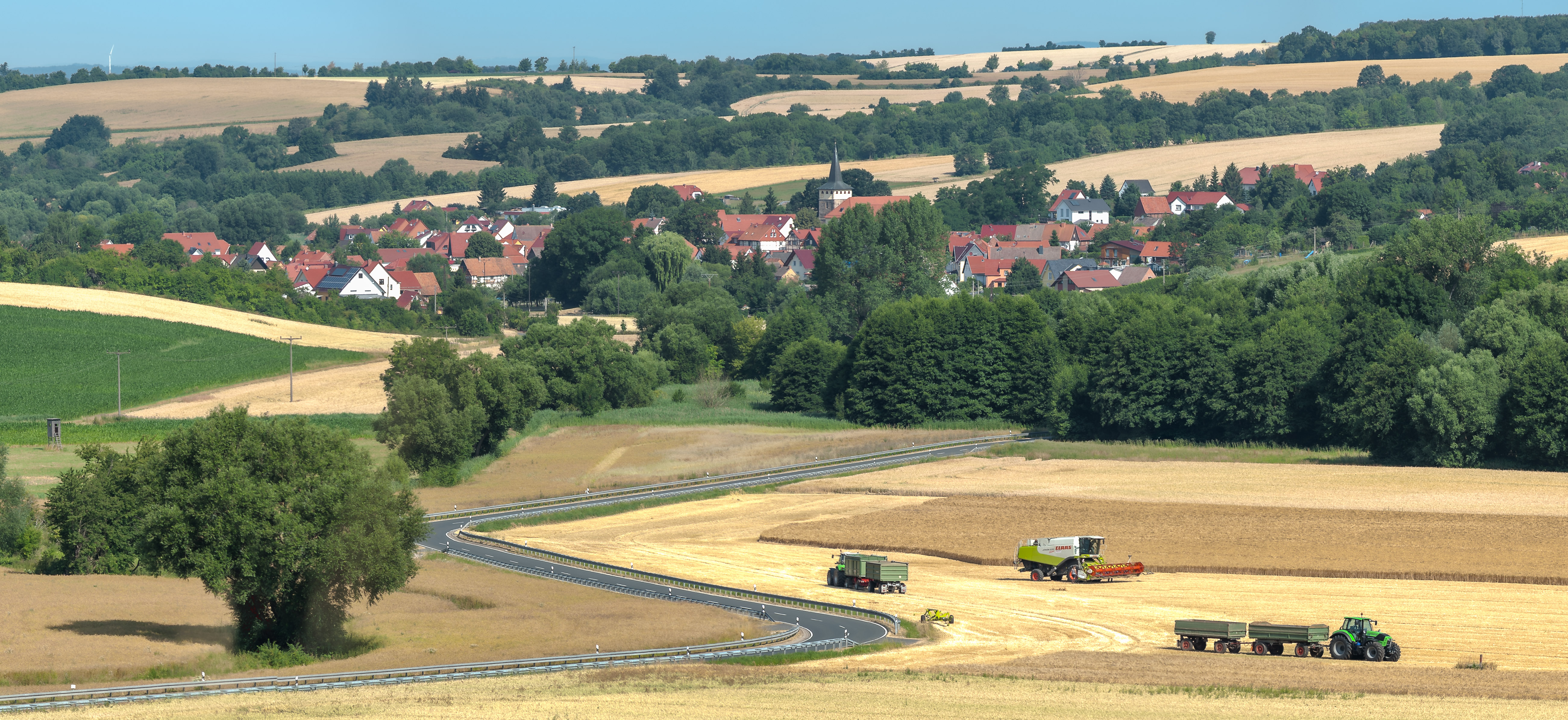
Ein Teil der historischen Ortslage von Kamp an der K202, dahinter befindet sich Ecklingerode

Der ehemalige Ort befand sich etwa 1,5 Kilometer nordöstlich von Wehnde, südlich von Ecklingerode und westlich von Brehme. Der Ort bestand vermutlich aus zwei Ortsstätten, der größte Teil der ehemaligen Gemarkung liegt im Gemeindegebiet von Wehnde, kleinere Teile auch in Ecklingerode und Brehme. Durch die Ortslage fließt der Kampgraben, ein kleiner Zufluss zur Brehme. Historisch war noch der Campborn bekannt. Die Kreisstraße 202 zwischen Wehnde und Ecklingerode führt durch den östlichen Teil der Ortslage.

## Geschichte der Siedlung
Eine erste sichere Erwähnung des Ortes erfolgte im Jahr 1305, als Eckard von Bodenstein und seine Mutter Mechthild auf verschiedene Güter verzichten, die sein Vater Rudolf an das Kloster Teistungenburg verkaufte. Genannt wurden dabei der Diehof oder spätere Klosterhof in Wehnde, das Patronatsrecht der Kirche in Wehnde und ein allodium, situm in villa dicta Camp.
1335 schenkten die Brüder Ernst und Friedrich von Bodenstein Zinsen zu Campe dem Kloster Teistungenburg, und 1361 verkaufte Dietrich von Rusteberg Zinsen an das Kloster. 1418 wurde der Ort mit anderen Dörfern in einem Lehnsbrief der Grafen von Hohnstein an die Besitzer der nahen Burg Bodenstein genannt (Berld von Worbis, Hans von Wintzingerode, Heinrich Wolf und Otto von Rusteberg). Die Grafen von Hohnstein stellten im 15. bis 16. Jahrhundert weitere Lehnsbriefe aus. Auch das Stift Quedlinburg belehnte im gleichen Zeitraum verschiedene Herren mit Gütern in der aurea marchia, unter anderem auch in Camp. 
1561 wehrte sich Berthold XI. von Wintzingerode gegen Ansprüche derer von Bischoffshausen in der Wüstung Campe. Im 16. und 17. Jahrhundert gab es Grenzstreitigkeiten der von Wintzingerode und Westernhagen über die Feldmark der Wüstung Campe, 1674 wurde die Grenze schließlich mit Grenzsteinen festgesetzt.
Wann der Ort von den Bewohnern aufgegeben wurde, ist nicht genau bekannt. 1418 war es wohl noch ein Dorf.

## Namensherkunft
Der Name Kamp bezeichnet ein abgemessenes Stück Land oder Feld und war im Mittelalter gebräuchlich für neugewonnenes Land.

## Burgstelle „Rundelchen“
Innerhalb der Gemarkung der Wüstung, knapp östlich der Kreisstraße 202 am Südrand der Brehmeaue, soll sich eine mittelalterliche Burgstelle befunden haben. Auf einer alten Karte aus der Mitte des 19. Jahrhunderts war eine runde Anlage mit etwa 40 Meter Durchmesser verzeichnet. Dabei dürfte es sich um eine Rundburg (Wasserburg) mit umlaufendem Graben gehandelt haben. Ein historischer Name für diese Burg ist nicht bekannt, sie wurde wohl erst später wegen ihrer Form „Rundelchen“ oder „Rundei“ genannt. Noch im 19. Jahrhundert wurde der Graben zugeschüttet, und durch die landwirtschaftliche Nutzung des Geländes erinnert heute nichts mehr im Landschaftsbild an die Burgstelle. Über eine unmittelbare Beziehung der Burg zum ehemaligen Dorf Kamp ist nichts bekannt.
Nur etwa zwei bis drei Kilometer südwestlich des Rundelchens soll sich im Bereich des Lindenberges eine weitere Burgstelle oder Rittersitz befunden haben. 1247 wird ein silva mons Tiliarum genannt und 1283 ein Conradus de Tilia, der zu einer Nebenlinie derer von Westerhagen gehören soll. Über Bodenfunde dieser fraglichen Anlage ist nichts bekannt.